# 大ルーマニア
大ルーマニア（だいルーマニア、ルーマニア語:România Mare）は、一般には第一次世界大戦と第二次世界大戦の戦間期におけるルーマニアの領土範囲を示す用語で、このときルーマニアの領土は歴史上最大となった（29万5649平方キロメートル）。

## 名前と意味
この用語のルーマニア語での呼称は「România Mare」である。この名称は第一次世界大戦以降、ルーマニア王国の領土が、ルーマニア人が多数派を占める全ての領域を包含するようになったことを表し、かつてトランシルヴァニアやベッサラビア、ブコビナがルーマニアの領土に含まれていなかったことと対比される。これと同様の用語で「România Întregită」というものもあり、概ね「再統合されたルーマニア」という意味である。大ルーマニアはルーマニアの本来あるべき領土と見なされ、Tom Gallagherによると「ルーマニア民族主義の聖杯」とされた。
ウィーン裁定と独ソ不可侵条約（モロトフ＝リッベントロップ協定）によってルーマニアの領土であったトランシルヴァニア北部がハンガリー領となり、ベッサラビアおよび北ブコヴィナがソビエト連邦に占領された1940年以降、この用語は失地回復や民族統一主義の色彩を帯びるようになっていった。
現在、この用語はもっぱら民族主義的な意味合いで使用されるようになった。政治の世界の用語として、特に大ルーマニア党を意識してこの用語が持ち出される時、それは民族統一主義としての大ルーマニア主義を意味し、おおよその場合、第二次世界大戦によってソビエト連邦に奪われ、その後モルドバおよびウクライナ領となっているベッサラビアおよびブコビナ地方への関心を示すものである。

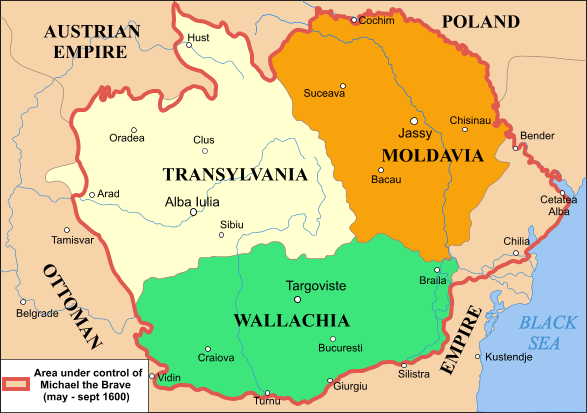
ミハイ勇敢公（英語版）の統治下でのルーマニアの3つの公国と統一された領域
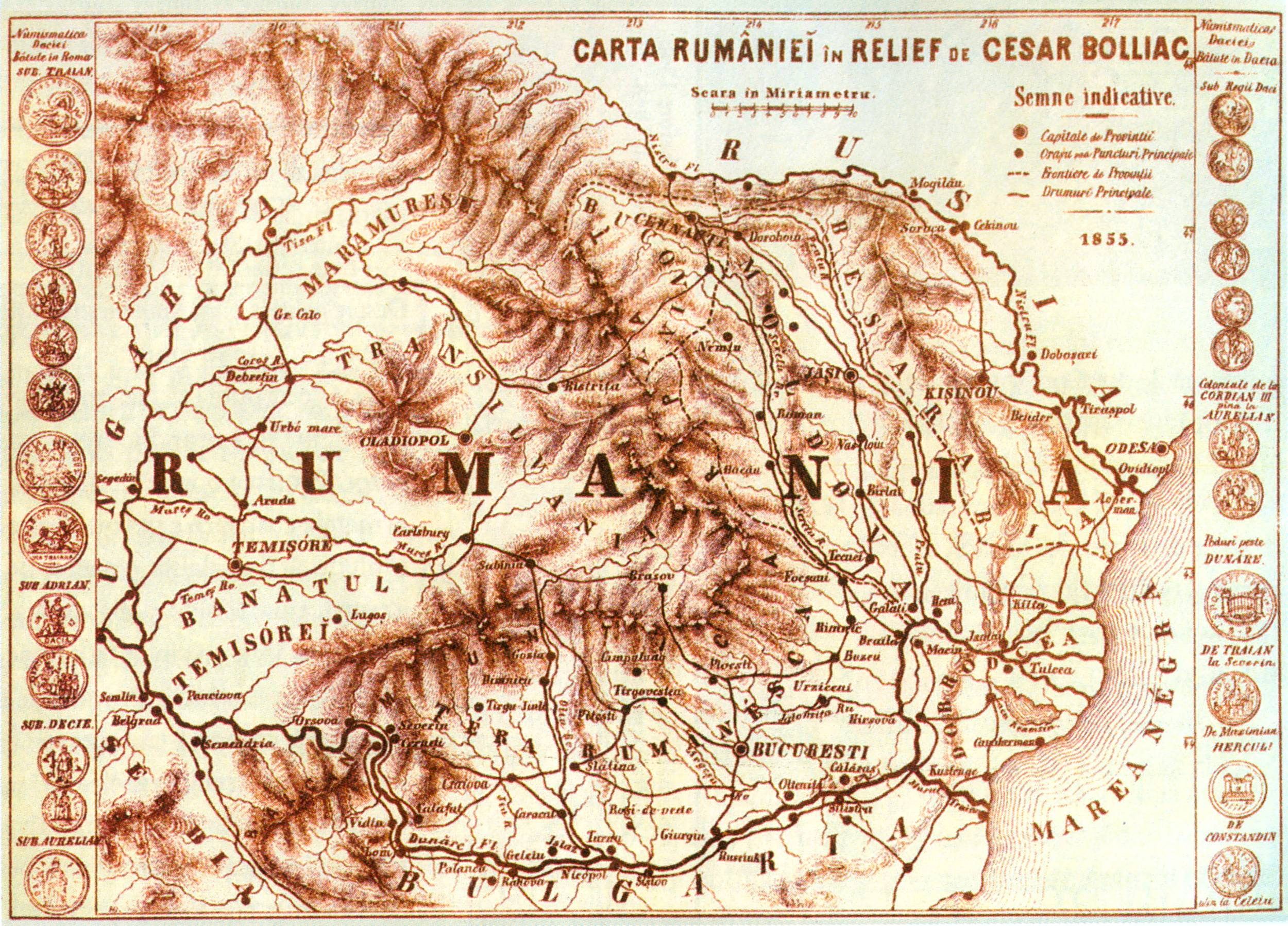
1855年に急進的政治家チェーザル・ボリアック（英語版）によって描かれた仮想的なルーマニアの領域
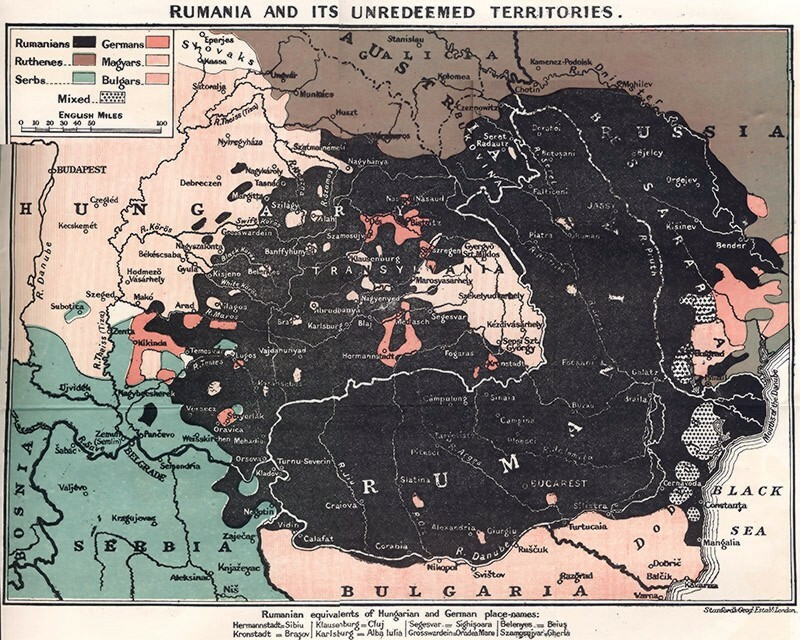
1918年の領土獲得以前のルーマニア人の居住していた領域
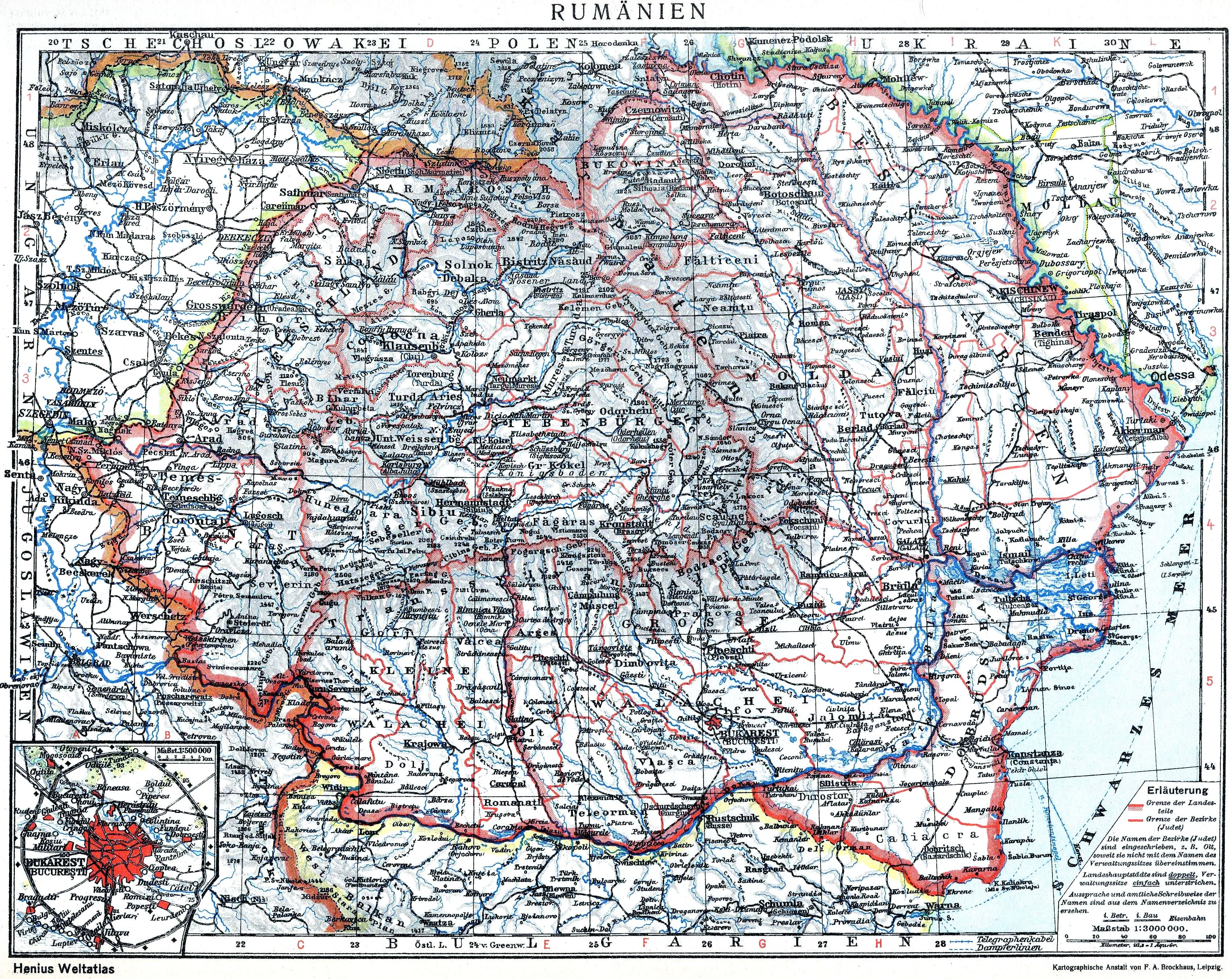
1926年以前の領土と歴史的な大ルーマニアの地域区分

## 歴史

1930年の大ルーマニアの地方行政区分の地図

1918年、第一次世界大戦の終戦とともに、トランシルバニアとブコビナ、ベッサラビアがルーマニア王国に統合され、大ルーマニアが誕生した。大ルーマニアの誕生に成功したが、全人口の4分の1が異民族という不安定な国家となった。

### ベッサラビアおよびブコビナの統合
ブコビナにおいては、ルーマニア軍による占領後、議会によってルーマニアへの統合が可決された。ルーマニア人、ドイツ人、ポーランド人、ユダヤ人の議員は賛成したものの、ウクライナ人（当時の人口の38%を占める）の議員は反対した。ベッサラビアでは、1917年に新設された「国家議会」(Sfatul Ţării) によってその独立が宣言されたが、1918年1月には解体され、秩序の乱れたロシア軍の退却に見舞われた。ルーマニア軍は、ロシア革命を押し広げていたボリシェヴィキからベッサラビアを守るために同地を占領した。1918年1月24日にロシアからの独立を宣言した後、ルーマニア人が優位を握っていた「国家議会」は、1918年4月9日にルーマニアへの統合を諮り、148人の議員のうち賛成86、反対3、棄権36（多くは少数民族で、当時の人口の約半数を占めた）、欠席13により決議された。

### トランシルヴァニアおよびバナートの統合
残された最後の未回収の領域であったトランシルバニアは、1918年12月にアルバ・ユリアのルーマニア系議員による「統合宣言」によりルーマニアに加わり、1か月後には同市のサクソン系議員による投票でも支持された。トランシルバニアで人口のおよそ32%を占めるハンガリー語話者の住民（ハンガリー人に加えて多くのハンガリー語話者のユダヤ人コミュニティを含む）、およびバナト（バーナート）のドイツ系住民は、自分たちを代表する政府はハンガリーのブダペストの政府であるという認識を持ち、オーストリア＝ハンガリー帝国の崩壊時に自民族の議員を選出しなかった。

### 戦間期
トランシルヴァニアのマラムレシュ、クリシャナ、バナトの統合は、1920年に批准したトリアノン条約によってルーマニアのこれらの領土への主権が承認され、独立国となったハンガリーとルーマニアとの新しい国境線が決定された。ブコヴィナとベッサラビアのルーマニアへの統合は、1919年のヴェルサイユ条約により承認された。この少し前の1913年にはルーマニアはさらに、第二次バルカン戦争の結果として、ブルガリアから南ドブロジャ (Cadrilater) を獲得している。
ルーマニアは1918年から1940年までこの領土を維持した。しかしこの1940年にはベッサラビアと北ブコビナは独ソ不可侵条約の秘密議定書によってソビエト連邦に奪われ、第二次ウィーン裁定によって北トランシルヴァニアはハンガリーに割譲させられ、さらにクラヨーヴァ条約によって南ドブロジャはブルガリア領とされてしまった。1941年6月の独ソ戦ではルーマニアは枢軸国としてソビエト連邦へ侵攻、ベッサラビアの支配権を回復し、さらにソビエト連邦領内へと攻め込んだものの、独ソ戦後半の枢軸国の敗退によってこれらを最終的に獲得することはできなかった。
終戦後、ルーマニアはハンガリーに割譲した北トランシルヴァニアを再び獲得することはできたものの、その他のブルガリアおよびソビエト連邦に割譲した領土を回復することはできなかった。そして1948年の協定では、ソビエト連邦とソ連占領下で共産主義体制のルーマニアとの間で、さらにドナウ・デルタ及び黒海にある4つの無人島（ズメイヌイ島など）をソビエト連邦に割譲することとなった。